# Olympische Sommerspiele 1960/Teilnehmer (Panama)
| Gelbes Symbol für Goldmedaillen mit stilisierten Olympischen Ringen | Graues Symbol für Silbermedaillen mit stilisierten Olympischen Ringen | Braundes Symbol für Bronzemedaillen mit stilisierten Olympischen Ringen |
| ------------------------------------------------------------------- | --------------------------------------------------------------------- | ----------------------------------------------------------------------- |
| —                                                                   | —                                                                     | —                                                                       |

Panama nahm an den Olympischen Sommerspielen 1960 in der italienischen Hauptstadt Rom mit einer Delegation von sechs Sportlern, zwei Männer und vier Frauen, teil.

## Teilnehmer nach Sportarten

### Gewichtheben
- Ángel Famiglietti
Federgewicht: 17. Platz

### Leichtathletik
- Jean Holmes
Frauen, 100 Meter: Viertelfinale
Frauen, 4 × 100 Meter: Vorläufe

- Carlota Gooden
Frauen, 100 Meter: Viertelfinale
Frauen, 4 × 100 Meter: Vorläufe

- Silvia Hunte
Frauen, 4 × 100 Meter: Vorläufe

- Lorraine Dunn
Frauen, 4 × 100 Meter: Vorläufe

### Ringen
- Eduardo Campbell
Bantamgewicht, Freistil: 10. Platz